# Lispocephala pilifera
Lispocephala pilifera este o specie de muște din genul Lispocephala, familia Muscidae, descrisă de Malloch în anul 1935. Conform Catalogue of Life specia Lispocephala pilifera nu are subspecii cunoscute.